# Acayuca
Acayuca es una localidad de México, ubicada en el municipio de Zapotlán de Juárez, en el estado de Hidalgo. 

## Geografía
Se ubica entre el Valle de Tizayuca y la Sierra de Tezontlalpan, le corresponden las coordenadas geográficas 20° 01’ 49.862” de latitud norte y 98° 50’ 32.302” de longitud oeste, con una altitud de 2456 m s. n. m. En cuanto a fisiografía se encuentra dentro de la provincia del Eje Neovolcánico, dentro de los límites de las subprovincias de “Lagos y Volcanes de Anáhuac” y “Llanuras y Sierras de Querétaro e Hidalgo”; su terreno es de llanura y sierra. En lo que respecta a la hidrografía se encuentra posicionado en la región del Pánuco, dentro de la cuenca del río Moctezuma, en la subcuenca del río Tezontepec. Cuenta con un clima semiseco templado.
La presa Huatongo, se localiza a 1 km al suroeste de la población; fue construida en los años de 1961 a 1962, con el propósito de almacenar agua del arroyo Barranca de los Hondones. Su cortina es de tierra compactada y mampostería protegida con enrocado de basalto, la longitud es de 510 m, altura de 8 m, ancho de la corona 5 m y capacidad proyectada para 1.76 millones de metros cúbicos. El volumen de agua que capta en la época de lluvias es utilizado para riego de auxilio en una superficie reducida y abrevadero de animales al libre pastoreo, este último afecta en parte la calidad del agua y el ambiente de la presa.

## Demografía
En 2020 registró una población de 11 018 personas, lo que corresponde al 51.38 % de la población municipal. De los cuales 5295 son hombres y 5723 son mujeres. Tiene 2877 viviendas particulares habitadas. Está conformada por las colonias: Centro, Cañada, El Cerrito, Los Jorges, Obrera, Nueva Santa María, Los Soldados, El pedregal, El Herradero, Lázaro Cárdenas y Pueblo Nuevo.
| Gráfica de evolución demográfica de Acayuca entre 1900 y 2020                                |
|                                                                                              |
| Población de los censos y conteos del Instituto Nacional de Estadística y Geografía (INEGI). |

## Infraestructura
Se encuentra junto a la autopista México-Pachuca; de aquí salen carreteras a Zapotlán, y a Santa Matilde y Pitahayas; así como los muchos ranchos cercanos. Tiene un campo de fútbol y dos de béisbol. En el renglón educativo cuenta con el Centro de Asistencia Infantil Comunitarios (CAIC), dos escuelas de nivel preescolar una ubicada en la colonia Centro llamada "Juan Escutia" y la segunda ubicada en Lázaro Cárdenas; dos escuelas primarias que comparten el mismo plantel, una Telesecundaria #42 "Álvaro Gálvez y Fuentes" y un Centro de Bachillerato Tecnológico Agropecuario (CBTa ) este se encuentra en el centro de la localidad.

## Cultura

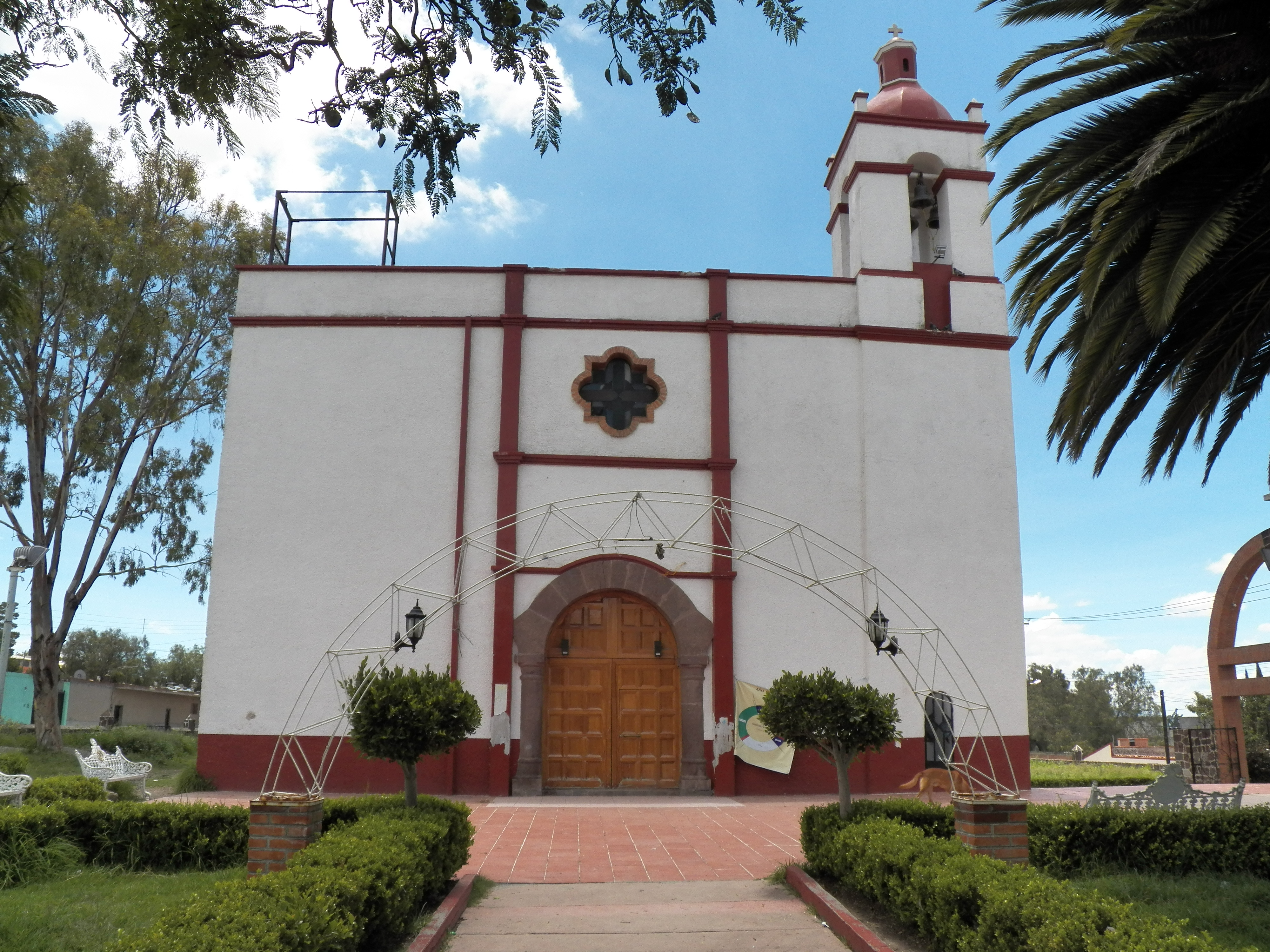
Templo de San Francisco.

Cuenta con la Iglesia de San Francisco de Asís, también cuenta con un Templo Metodista, "El Divino Salvador". Las principales son: "fiestas patrias" del 15 al 17 de septiembre; "fiestas patronales (San Francisco de Asís)" del 03 al 5 de octubre; se realizan también las fiestas del 12 de diciembre, celebradas en honor a Santa María de Guadalupe, celebradas en las colonias: "La Cañada" y "El Pedregal"; Otra de ellas es la que se lleva a cabo el 15 de mayo en honor de san Isidro Labrador, en la colonia "Obrera"; entre otras que se llevan a cabo en las demás colonias de la población.

## Economía
Las principales actividades económicas son el comercio, ganadería y agricultura.